# الخرماء (محافظة المذنب)
الخرماء هو مركزٌ سعوديٌ تابعٌ لمحافظة المذنب التابعة لمنطقة القصيم، في المملكة العربية السعودية. المركز من الفئة (ب)، ورمزه 1783 حسب دليل الترميز الموحد للمناطق الإدارية بالمملكة العربية السعودية.